# Sant Vicenç de les Eres
Sant Vicenç de les Eres, abans Sant Iscle, és l'església del poble de les Eres, en el municipi de Montferrer i Castellbò (Alt Urgell).

## Descripció
És una petita església d'una sola nau, ubicada al capdamunt d'un penyal i capçada a llevant amb absis semicircular, que resulta de la prolongació dels murs de la nau sense solució de continuïtat. La nau és de curtes proporcions, gairebé quadrada si es descompta l'espai absidal, la qual es cobreix amb un cel ras en forma de volta de canó rebaixada. El presbiteri s'obre a l'interior de la nau mitjançant un plec absidal. La porta d'accés, en arc escarser, s'obre a una cantonada del mur meridional i és coronat per una finestra quadrangular. La coberta és de llosa a doble vessant i el conjunt és coronat per un campanar d'espadanya d'un sol ull, que s'erigeix descentrat sobre la façana occidental.

## Història
Durant el primer quart del segle xi, es recullen notícies de donacions d'alous situats al terme de Sant Iscle de les Eres, indret que és esmentat en altres indrets durant aquell mateix segle, com a domini del vescomtat de Castellbò. Durant aquests anys, la vila apareix vinculada a l'advocació de sant Iscle màrtir, que apareixerà més tardanament vinculada amb Turbiàs, i no serà fins a l'any 1575 que no rebrà l'esment de Sant Vicenç de les Eres. L'església es mantindria sufragània de Sant Iscle de Turbiàs.